# Gare d'Oppdal
La gare d'Oppdal est une gare ferroviaire de la ligne de Dovre. La gare est située dans le village d'Oppdal dans la municipalité du même nom. La gare a été inaugurée officiellement en 1921, lorsque la liaison Dombås-Trondheim a été achevée. Oppdal est le terminus pour les trains locaux venant de Trondheim. La gare est située à 429,28km d'Oslo.